# Grand Prix moto de France 1987
Le Grand Prix moto de France 1987 est la huitième manche du championnat du monde de vitesse moto 1987. La compétition s'est déroulée du 17 au 19 juillet 1987 sur le circuit Bugatti au Mans. C'est la 52e édition du Grand Prix moto de France et la 31e édition comptant pour les championnats du monde.

## Résultats des 500 cm³
| Pos  | Pilote              | Moto      | Temps/Écart     | Points |
| ---- | ------------------- | --------- | --------------- | ------ |
| 1    | Randy Mamola        | Yamaha    | 58 min 43 s 500 | 20     |
| 2    | Pierfrancesco Chili | Honda     | +34 s 180       | 17     |
| 3    | Christian Sarron    | Yamaha    | +40 s 640       | 15     |
| 4    | Wayne Gardner       | Honda     | +44 s 190       | 13     |
| 5    | Ron Haslam          | Elf-Honda | +50 s 250       | 11     |
| 6    | Kenny Irons         | Suzuki    | +1 min 06 s 020 | 10     |
| 7    | Niall Mackenzie     | Honda     | +1 min 33 s 530 | 9      |
| 8    | Shunji Yatsushiro   | Honda     | +1 min 38 s 850 | 8      |
| 9    | Kevin Schwantz      | Suzuki    | +1 min 39 s 390 | 7      |
| 10   | Roger Burnett       | Honda     | +1 min 57 s 870 | 6      |
| 11   | Marco Gentile       | Fior      | +1 tour         | 5      |
| 12   | Manfred Fischer     | Rieju     | +1 tour         | 4      |
| 13   | Simon Buckmaster    | Honda     | +1 tour         | 3      |
| 14   | Maarten Duyzers     | Honda     | +1 tour         | 2      |
| 15   | Vittorio Scatola    | Paton     | +1 tour         | 1      |
| 16   | Daniel Amatriain    | Honda     | +1 tour         |        |
| 17   | Rachel Nicotte      | Suzuki    | +1 tour         |        |
| Abd. | Andy Leuthe         | Honda     | Abandon         |        |
| Abd  | Didier de Radigues  | Cagiva    | Abandon         |        |
| Abd  | Eddie Lawson        | Yamaha    | Abandon         |        |
| Abd  | Rob McElnea         | Yamaha    | Abandon         |        |
| Abd  | Alessandro Valesi   | Honda     | Abandon         |        |
| Abd  | Raymond Roche       | Cagiva    | Abandon         |        |
| Abd  | Fabio Barchitta     | Honda     | +1 tour         |        |
| Abd. | Bruno Kneubühler    | Honda     | Abandon         |        |
| Abd. | Gustav Reiner       | Honda     | Abandon         |        |
| Abd. | Richard Scott       | Yamaha    | Abandon         |        |
| Abd. | Wolfgang von Muralt | Suzuki    | Abandon         |        |
| Abd. | Hervé Guilleux      | Fior      | Abandon         |        |

## Résultats des 250 cm³
| Pos   | Pilote               | Moto       | Temps           | Points |
| ----- | -------------------- | ---------- | --------------- | ------ |
| 1     | Reinhold Roth        | Honda      | 49 min 46 s 330 | 20     |
| 2     | Dominique Sarron     | Honda      | +15 s 550       | 17     |
| 3     | Carlos Cardus        | Honda      | +21 s 940       | 15     |
| 4     | Sito Pons            | Honda      | +28 s 120       | 13     |
| 5     | Manfred Herweh       | Honda      | +30 s 890       | 11     |
| 6     | Hans Lindner         | Honda      | +34 s 680       | 10     |
| 7     | Loris Reggiani       | Aprilia    | +42 s 550       | 9      |
| 8     | Jean-Philippe Ruggia | Yamaha     | +46 s 710       | 8      |
| 9     | Donnie McLeod        | EMC        | +47 s 070       | 7      |
| 10    | Martin Wimmer        | Yamaha     | +1 min 12 s 840 | 6      |
| 11    | Alberto Puig         | Rieju      | +1 tour         | 5      |
| 12    | Hervé Duffard        | Honda      | +1 tour         | 4      |
| 13    | Urs Lüzi             | Honda      | +1 tour         | 3      |
| 14    | Andy Preining        | Rotax      | +1 tour         | 2      |
| 15    | Luca Cadalora        | Yamaha     | +1 tour         | 1      |
| 16    | Garry Cowan          | Honda      | +1 tour         |        |
| 17    | Bruno Bonhuil        | Honda      | +1 tour         |        |
| 18    | René Delaby          | Yamaha     | +1 tour         |        |
| 19    | Erich Neumair        | Rotax      | +1 tour         |        |
| 20    | Christian Boudinot   | Fior       | +1 tour         |        |
| 21    | Alain Bronec         | Honda      | +1 tour         |        |
| Abd.  | Ivan Palazzese       | Yamaha     | Abandon         |        |
| Abd.  | Stefano Caracchi     | Honda      | Abandon         |        |
| Abd.  | Jean-Michel Mattioli | Honda      | Abandon         |        |
| Abd.  | Jean-François Baldé  | Honda      | Abandon         |        |
| Abd.  | Patrick Igoa         | Yamaha     | Abandon         |        |
| Abd.  | Guy Bertin           | Honda      | Abandon         |        |
| Abd.  | Gilles Riva          | Honda      | Abandon         |        |
| Abd.. | Urs Lüzi             | Honda      | Abandon         |        |
| Abd.  | Stéphane Mertens     | Sekitoba   | Abandon         |        |
| Abd.  | Anton Mang           | Honda      | Abandon         |        |
| Abd.  | Jochen Schmid        | Yamaha     | Abandon         |        |
| Abd.  | Carlos Lavado        | Yamaha     | Abandon         |        |
| Abd.  | Harald Eckl          | Honda      | Abandon         |        |
| Abd.  | Jean Foray           | `Chevalier | Abandon         |        |

## Résultats des 125 cm³
| Pos  | Pilote             | Moto     | Temps           | Points |
| ---- | ------------------ | -------- | --------------- | ------ |
| 1    | Fausto Gresini     | Garelli  | 47 min 37 s 840 | 20     |
| 2    | Ezio Gianola       | Honda    | +42 s 920       | 17     |
| 3    | Bruno Casanova     | Garelli  | +55 s 500       | 15     |
| 4    | Mike Leitner       | MBA      | +1 min 5 s 770  | 13     |
| 5    | Paolo Casoli       | AGV      | +1 min 19 s 490 | 11     |
| 6    | Johnny Wickstroem  | Tunturi  | +1 min 37 s 960 | 10     |
| 7    | Domenico Brigaglia | AGV      | +1 min 44 s 660 | 9      |
| 8    | Olivier Liégeois   | Assmex   | +1 min 56 s 520 | 8      |
| 9    | Gastone Grassetti  | MBA      | +2 min 11 s 140 | 7      |
| 10   | Flemming Kistrup   | MBA      | +2 min 19 s 350 | 6      |
| 11   | Adi Stadler        | MBA      | +1 tour         | 5      |
| 12   | Willy Perez        | Zanella  | +1 tour         | 4      |
| 13   | Alan Scott         | EMC      | +1 tour         | 3      |
| 14   | Harkan Olsson      | Starol   | +1 tour         | 2      |
| 15   | Ivan Troisi        | MBA      | +1 tour         | 1      |
| 16   | Andres Sanchez     | Ducados  | +1 tour         |        |
| Abd. | Thierry Feuz       | Rotax    | +1 tour         |        |
| Abd. | Robin Milton       | Rotax    | +1 tour         |        |
| Abd. | Corrado Catalano   | MBA      | Abandon         |        |
| Abd. | Robin Appleyard    | MBA      | Abandon         |        |
| Abd. | Bady Hassaine      | MBA      | Abandon         |        |
| Abd. | Lucio Pietroniro   | MBA      | Abandon         |        |
| Abd. | Pierpaolo Bianchi  | MBA      | Abandon         |        |
| Abd. | Thierry Feuz       | MBA      | Abandon         |        |
| Abd. | Jean-Claude Selini | MBA      | Abandon         |        |
| Abd. | Paul Bordes        | MBA      | Abandon         |        |
| Abd. | Esa Kytölä         | MBA      | Abandon         |        |
| Abd. | Claudio Macciotta  | MBA      | Abandon         |        |
| Abd. | Fernando González  | JJ Cobas | Abandon         |        |
| Abd. | Ian McConnachie    | MBA      | Abandon         |        |

## Résultats des 80 cm³
Pas d'épreuve des 80 cm3 lors de ce Grand Prix.